# 웨스턴 시드니 스타디움
웨스턴 시드니 스타디움(Western Sydney Stadium)은 오스트레일리아의 축구 경기장이다. 코먼웰스 뱅크(Commonwealth Bank)가 경기장 스폰서 계약을 체결하면서 코먼뱅크 스타디움(CommBank Stadium)이라는 이름으로 바뀌었다. 오스트레일리아 패러매타 위치해 있다. A리그에 소속되어 있는 팀인 웨스턴 시드니 원더러스 FC의 홈구장으로 사용되고 있다.

## 기록

### 2020년 하계 올림픽 축구 여자 아시아 지역 3차 예선
| 날짜            | 팀 1           | 스코어 | 팀 2           | 라운드 |
| --------------- | -------------- | ------ | -------------- | ------ |
| 2020년 2월 13일 | 오스트레일리아 | 1 - 1  | 중화인민공화국 | B조    |